# Suthida Tidjai
Suthida (prima del matrimonio Suthida Vajiralongkorn Na Ayutthaya e nata Suthida Tidjai, in thai: สุทิดา ติดใจ; Hat Yai, 3 giugno 1978) è una regina ed ex militare thailandese è la regina consorte di Thailandia dal 2019, come moglie di Vajiralongkorn.

## Biografia
Nacque il 3 giugno 1978 e conseguì il bachelor's degree in Arti della Comunicazione nel 2000 alla Assumption University di Bangkok. In seguito conobbe l'allora principe della Corona Vajiralongkorn quando lavorava come assistente di volo alla Thai Airways International.

### Carriera militare
Nel 2010 iniziò la carriera militare e nel 2013 entrò a far parte della Guardia del principe, della quale divenne vice-comandante nell'agosto 2014. Fu accostata romanticamente al principe già al tempo del suo divorzio con la precedente moglie Srirasmi Suwadee, avvenuto quello stesso anno.
Alla morte di Rama IX nell'ottobre 2016 e col conseguente passaggio di potere a Vajiralongkorn, divenuto sovrano come Rama X, i mass media internazionali iniziarono a definirla "consorte del sovrano" nonostante il palazzo non avesse mai annunciato ufficialmente la relazione tra i due. Con l'ascesa al trono di Vajiralongkorn, Suthida divenne vice-comandante della Guardia reale, di cui è comandante lo stesso re.
Nel dicembre dello stesso anno divenne comandante delle unità per le operazioni speciali della Guardia Reale e promossa al grado di generale, dopo soli 6 anni di servizio militare. Nel 2017 venne nominata dama di Gran Croce dell'Ordine di Chula Chom Klao, prima donna ad esserne insignita sotto Rama X e in generale dal 2004, ricevendone tutti gli onori derivanti. Nel giugno dello stesso anno divenne comandante del Royal Thai Aide-de-Camp Department seguendo la riorganizzazione del Comando di Sicurezza Reale.

### Regina consorte
Il 1º maggio 2019 fu celebrato il matrimonio con Vajiralongkorn, ormai sovrano, presso la Villa Amphorn Satharn di Palazzo Dusit con testimoni la principessa Sirindhorn ed il presidente del Consiglio Privato Prem Tinsulanonda, ottenendo il titolo di regina consorte tre giorni prima dell'incoronazione del marito.